# فرلنغ
الفُرلُنغ (بالإنجليزية: furlong) وحدة لقياس المسافات في الوحدات الإنجليزية العالمية والأمريكية ويساوي 1/8 من الميل، أي ما يعادل 660 قدمًا أو 220 ياردة أو 40 قصبة أو 10 سلاسل (وحدة قياس أنجليزية قديمة) أو حوالي 201 متر .

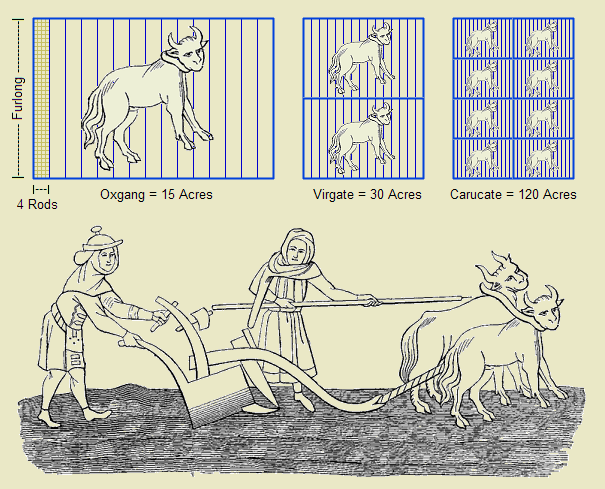
صورة توضح بداية نشوء الوحدات القديمة في القياس واستخدامها

في الولايات المتحدة الأمريكية لازالت بعض الولايات تستخدم التعريفات القديمة لوحدات القياس لأغراض المسح والمعاينة، مما يؤدي إلى اختلاف في طول الفرلنغ يبلغ حوالي جزئين لكل مليون، أي حوالي 0.4 ملليمتر (1/64 بوصة). هذا الاختلاف ضئيل جدا بحيث لا يشكل أي مخاطر في معظم التطبيقات والحسابات الهندسية.
باستخدام التعريف الدولي للبوصة الذي يساوي 25.4 ملم، يمكن التحويل بين وحدة الفرلنغ والوحدات الإنجليزية (العالمية)، حيث تبلغ قيمة واحد فرلنغ حوالي 201.168 متر، وقيمة خمسة فرلنغ تساوي 1 كم ( أو بشكل أدق 1.00584 وفقا للتحويلات العالمية بين الوحدات).